# Sistotrema biggsiae
Sistotrema biggsiae är en svampart som beskrevs av Hallenb. 1984. Sistotrema biggsiae ingår i släktet Sistotrema och familjen Hydnaceae.   Inga underarter finns listade i Catalogue of Life.